# Levitate Film
Levitate Film is een Nederlands televisie- en filmproductiemaatschappij dat gevestigd zit in Amsterdam en in 2018 werd opgericht door Alain de Levita, Paula van der Oest en Mark van Eeuwen. Levitate Film is onder andere bekend van de films De Slag om de Schelde en Leeuwin, en de televisieseries Kerstgezel.nl en De Joodse Raad.

## Geschiedenis
Levitate Film werd in februari 2018 opgericht door filmmakers Alain de Levita, Paula van der Oest en Mark van Eeuwen. In oktober 2019 kwam Levitate Film met hun eerste productie; de korte film Colosseum voor de NTR-filmserie Kort!.
In augustus 2020 brachten ze hun eerste film op het witte doek, met de Engelstalige thriller The Bay of Silence. Datzelfde jaar werd in november door Levitate Film hun eerste televisieproductie Kerstgezel.nl uitgebracht, deze werd uitgezonden door Omroep Max op NPO 1.
In december 2020 werd de film De Slag om de Schelde uitgebracht; dit werd met een budget van 14 miljoen euro een van de duurste Nederlandse films ooit gemaakt. In de jaren die volgde bracht Levitate Film meerdere films uit, waaronder Love in a Bottle, Stromboli en Leeuwin, voordat het in het voorjaar van 2024 met de EO-serie De Joodse Raad kwam.

## Producties

### Film
- 2019: Colosseum
- 2020: The Bay of Silence
- 2020: De Slag om de Schelde
- 2022: Love in a Bottle
- 2022: Berenklauw
- 2022: Stromboli
- 2023: Leeuwin

### Televisie
- 2020: Kerstgezel.nl
- 2024: De Joodse Raad

## Prijzen
Verschillende films die geproduceerd werden door Levitate Film vielen in de prijzen. De film De Slag om de Schelde werd in het najaar van 2021 in negen verschillende categorieën genomineerd voor een Gouden Kalf. De film wist uiteindelijk vijf van de negen nominaties te verzilveren, in de categorieën Beste camerawerk, Beste sound design, Beste production design, Beste costume design en Beste montage.
Met de film Leeuwin won het in eind juli 2023 tijdens de 53e editie van het Italiaanse Giffoni Film Festival, het grootste Europese filmfestival voor de jeugd, de award Beste film in de categorie Elements +10. Tevens wisten ze met die film tijdens het International Kids Film Festival in India een award te winnen in de categorie Live Action & Documentary en wist het tijdens het filmfestival in Polen de Football Goats Prize te winnen, bedoeld voor een film die een bijdrage heeft geleverd aan de populariteit van voetbal.